# Oleoresin
Oleoresine sind färbende oder geschmackgebende Extrakte, die aus Samen, Wurzeln, Blättern, Früchten, Holz oder Rinde mittels Lösungsmittelextraktion gewonnen werden. In dem Wort findet sich zum einen Oleo als Verweis auf die in fast allen Oleoresinen enthaltenen ätherische Öle, zum anderen Resin, das für die ebenfalls extrahierten Harze, Wachse und sekundären Wirkstoffe steht.
Als Lösungsmittel kommen sowohl unpolare Lösungsmittel wie Hexan oder Aceton zur Anwendung, als auch polare Lösungsmittel wie Ethanol und Methanol. Außerdem wird auch überkritisches Kohlenstoffdioxid und Wasserdampf verwendet.
Die gängigsten Oleoresine sind:
- Paprika-Oleoresin
- Capsicum-Oleoresin, verwendet zur Herstellung von Pfefferspray
- Pfeffer-Oleoresin (schwarz, weiß, grün)
- Kurkuma
- Muskat
- Macis (Muskatblüte)
- Kardamom
- Koriander
- Ingwer
- Vanille-Balsam
- Cannabisöl

Die Begriffe Oleoresin, Balsam, Balsamharz und Harz bzw. Harzsaft werden oft in sich überschneidenden Bedeutungen gebraucht.
Siehe auch: Gurjunbalsam
Bei der Gewinnung von Oleoresin aus Baumharz fällt oft auch Terpentin als Nebenprodukt ab.